# Борисов, Антон Ильич
Антон Ильич Борисов (1903—1998) — советский работник сельского хозяйства, Герой Труда.

## Биография
Родился 31 декабря в 1903 года в крестьянской семье в селе Нуорагана Российской империи, ныне Жабыльского наслега Мегино-Кангаласского района.
После Октябрьской революции прошёл ликбез и вступил в общество «Ыраас олох» («Чистый быт»). Принимал участие в проведении культурной революции и раздела земли, организации первых сельхозартелей. Сам руководил артелью «Кжскил», которая позже совместно с другими артелями организовали колхоз им. С. М. Кирова. В 1929—1935 годах Антон Борисов был председателем Жабыльского сельского совета. Был избран членом Якутского Центрального Исполнительного Комитета (ЯЦИК). За успехи в коллективизации Борисов в 1934 году получил грамоту за подписью М. И. Калинина, а 5 июля 1935 года он был удостоен звания Герой Труда. В 1937 году награждён знаком «15 лет ЯАССР».
В октябре 1941 года А. И. Борисов был призван на Великую Отечественную войну, стал артиллеристом. В 1942 году принимал в битве за Сталинград, где был тяжело ранен и после излечения комиссован. На этот момент он уже являлся членом ВКП(б)/КПСС (с 1938 года). Вернувшись домой, работал инструктором райкома партии. В 1946—1950 годах был председателем сельсовета Догдонгинского наслега, а потом — в своём родном селе Жабыльского наслега. В 1958 году Антон Ильич вышел на пенсию.
В течение своей трудовой деятельности, занимался и общественной — был депутатом местного народного совета, участником II Всесоюзного съезда колхозников-ударников, делегатом VIII съезда ВКП(б) и Всесоюзного съезда Советов.
Был награждён орденом Отечественной войны 1-й степени и медалями, в числе которых «За доблестный труд в Великой Отечественной войне 1941—1945 гг.» и многие юбилейные награды. В 1972 году стал Почетным гражданином Мегино-Кангаласского района (улуса).
Умер 31 августа 1998 года.

## Память
- В 2015 году в родном селе Антона Ильича Борисова на «Аллее ветеранов» ему установлен бюст.
- В апреле 2016 года, собранный материал о жизни А. И. Борисова передан в музей государственности республики Саха (Якутия) в село Хатырык.